# Ausgabe (Computer)
Unter Ausgabe (englisch Output) versteht man in der Informatik das, was ein Programm nach interner Berechnung auf einem Ausgabegerät (beispielsweise Bildschirm oder Drucker), eine Schnittstelle oder einen Datenspeicher (Datei) ausgibt. Die Ausgabe ist also das Gegenteil der Eingabe.
Die Begriffe Eingabe, Verarbeitung und Ausgabe sind grundlegend für die elektronische Datenverarbeitung und werden als EVA-Prinzip bezeichnet.
Alle gängigen Programmiersprachen definieren grundlegende Ein- und Ausgabemedien für die Standard-Datenströme, die häufig als Standardeingabe („STDIN“, normalerweise von der Tastatur), Standardausgabe („STDOUT“, normalerweise auf den Bildschirm) und Fehlerausgabe („STDERR“, normalerweise ebenfalls auf den Bildschirm) bezeichnet werden – auch Fehlermeldungen können eine Ausgabe darstellen, da sie eine Information darüber geben, warum das Programm nicht lauffähig oder die Datenverarbeitung nicht valid sind.

## Verwandte Themen
In Unternehmen koordiniert das Output Management die Erstellung, Generierung, Steuerung und Verteilung von elektronischen oder physisch vorliegenden Dokumenten an alle benötigten Empfänger.